# Traité de Zamora
Pour les articles homonymes, voir Zamora (homonymie).
Le Traité de Zamora (5 octobre 1143) reconnaît le Portugal comme un royaume avec son propre monarque par le Royaume de León. Selon les termes de l'accord, le roi Alphonse VII de León reconnaît le Royaume de Portugal en présence de son cousin, le roi Alphonse Ier de Portugal, et du représentant du pape, le Cardinal Guido de Vico, à la Cathédrale de Zamora. Les deux rois promettent une paix durable entre leurs royaumes . Par ce traité, Alphonse Ier de Portugal reconnaît également la suzeraineté du Pape.
Ce traité est le résultat de la Bataille d'Arcos de Valdevez.

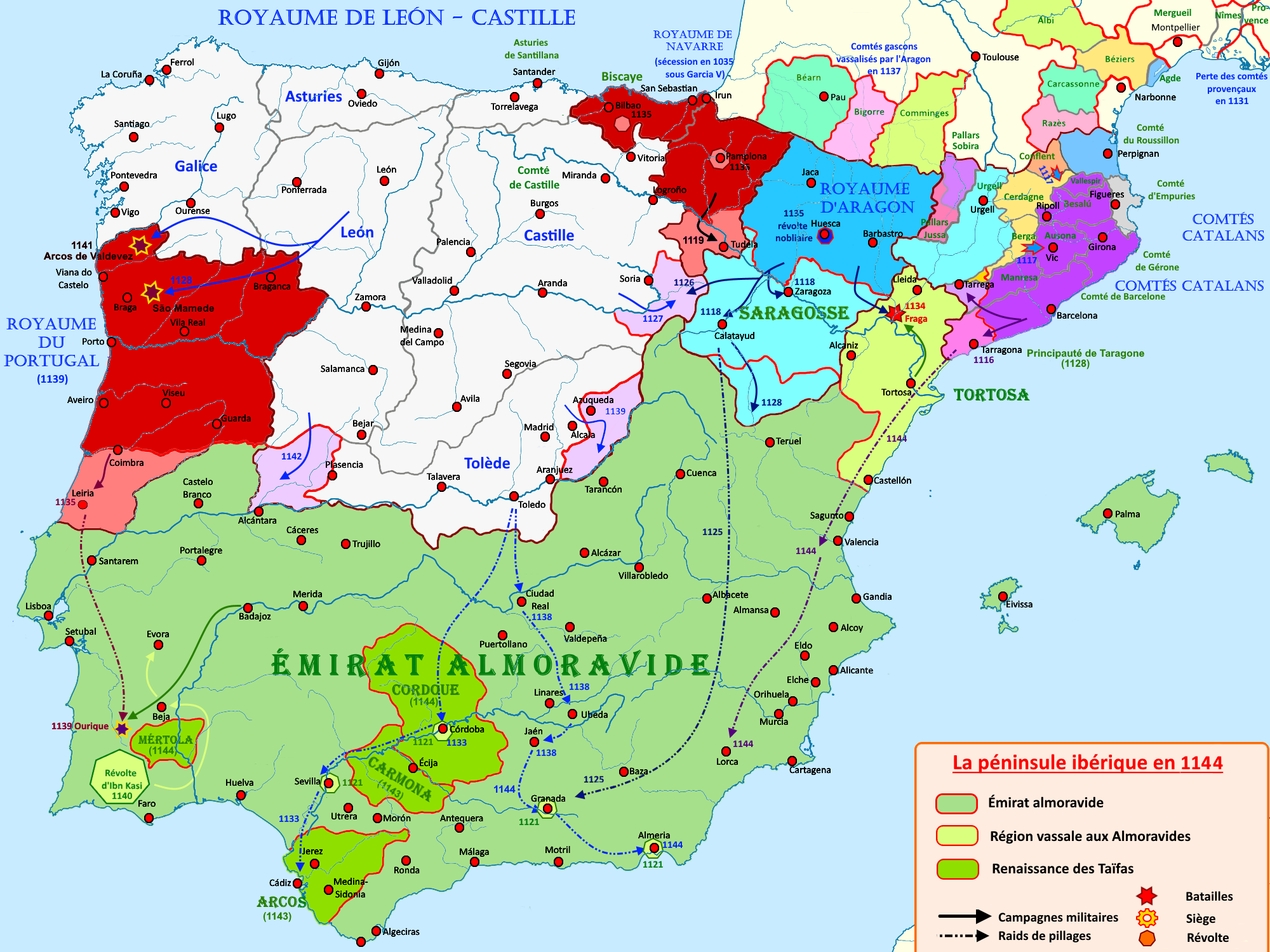
La Péninsule Ibérique en 1144, avec le nouveau Royaume de Portugal en rouge.

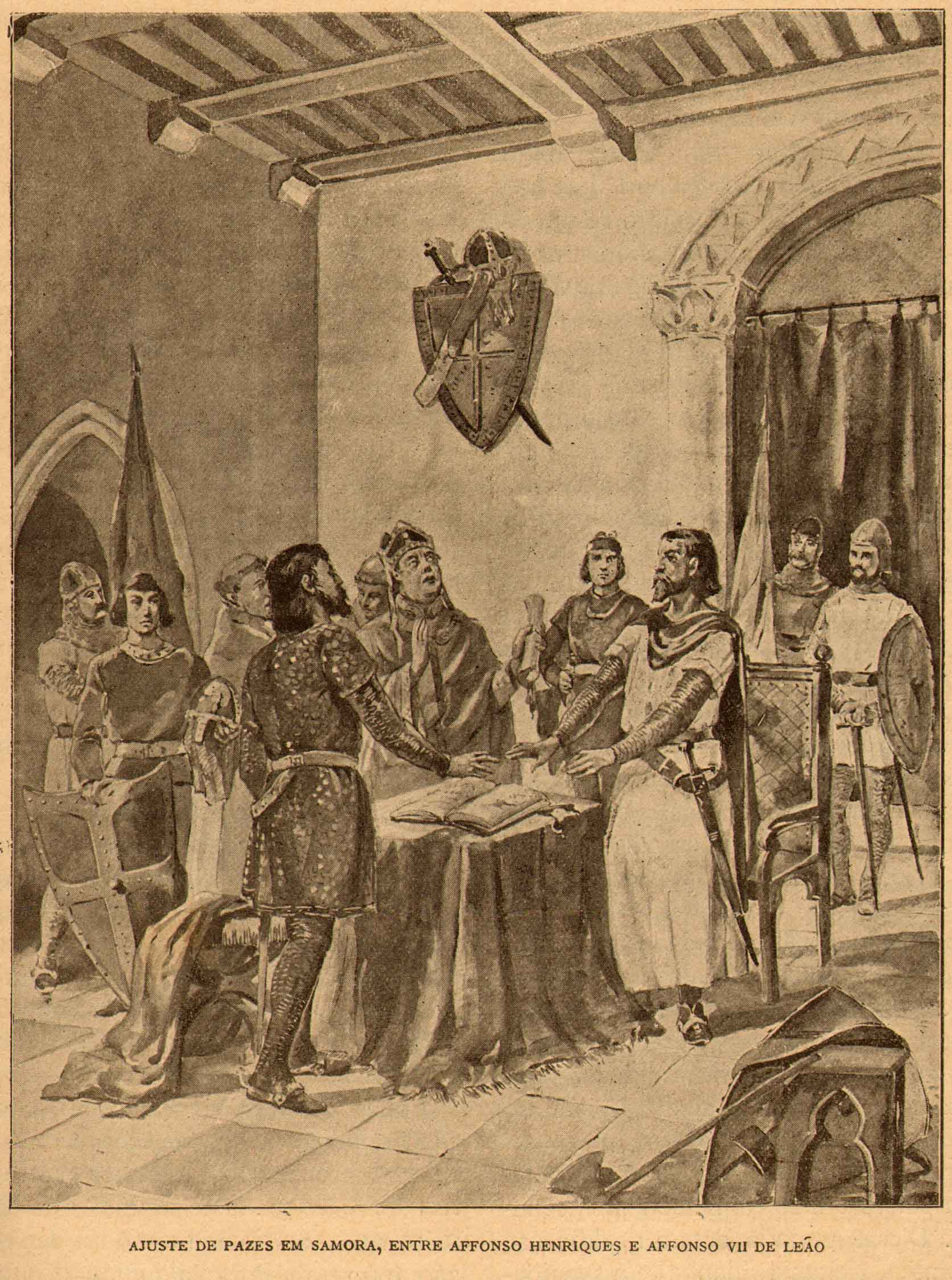
Illustration de la signature du traité (Alfredo Roque Gameiro, 1899)

## Contexte
Victorieux à la Bataille d'Ourique, en 1139, Alphonse Henriques bénéficie de l'action développée de l'archevêque de Braga, D. João Peculiar, en faveur de la constitution du nouveau Royaume de Portugal. Pour réconcilier Alphonse Henriques et son cousin Alphonse VII de León, l'archevêque fait en sorte qu'ils se réunissent à Zamora les 4 et 5 octobre 1143 en présence du cardinal Guido de Vico.

## Résultats du traité
Alphonse VII accepte que le Comté de Portugal devienne un royaume et qu'Alphonse Ier de Portugal soit son roi. La souveraineté portugaise, reconnue par Alphonse VII à Zamora , n'est confirmée par le Pape Alexandre III qu'en 1179, mais le titre de rex, que D. Alphonse Henriques utilise depuis 1140, est confirmé à Zamora, lorsque le monarque portugais s'engage, devant le cardinal, à se considérer comme un vassal du Saint-Siège, étant alors obligé, lui-même et ses descendants, de payer une dîme annuelle au Pape.
À partir de 1143, D. Alphonse Henriques envoie des lettres de repentance au Pape se déclarant son seigneur vassal et s'engageant à envoyer chaque année une quantité déterminée d'or. Les négociations durent plusieurs années, de 1143 à 1179. En 1179, le pape Alexandre III envoie à D. Alphonse Henriques la bulle papale Manifestis probatum, dans laquelle le pape accepte que D. Alphonse Henriques lui paie une vassalité directe, reconnaissant définitivement l'indépendance du Royaume de Portugal sans vassalité à Alphonse VII (car un vassal ne peut pas avoir deux seigneurs directs) et D. Alphonse Henriques comme premier roi de Portugal .